# Комі (ґо)

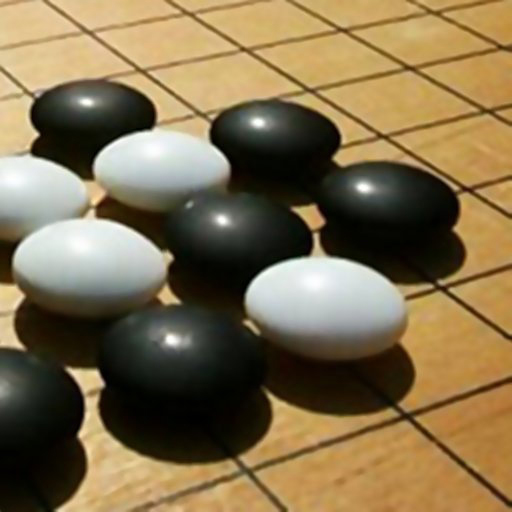

Комі (яп. コミ) — компенсація у грі ґо за право першого ходу. Найпопулярніше значення комі, починаючи з кінця 90-х років 20-го століття: 6,5 каменя.

## Необхідність запровадження комі
У ґо, як і в багатьох інших настільних іграх, гравець, який ходить першим має перевагу. Цінність кожного ходу в ґо під кінець партії падає, і партія закінчується тоді, коли цінних ходів уже не залишається. Початкові ходи найцінніші. Ця цінність накопичується впродовж партії, а тому ймовірність виграшу чорних, а саме чорні розпочинають у го, вища. Коли накопичилася статистика ігор між гравцями-професіоналами, стало зрозумілим, що чорні виграють у 70 % партій.
Така ситуація не є особливо важливою у матчах, оскільки при такій формі змагання гравці міняються кольором, тож перемагає той, хто виграє не лише чорними, а, хоча б частину партій, білими. Однак у практиці турнірів із великою кількістю гравців, особливо турнірів, що проводяться за системою з вибуванням, необхідно справедливо визначити переможця в конкретній партії. Таким чином зародилася ідея дати компенсацію білим, у вигляді певної кількості очок. Таку компенсацію називають комі.
Точне значення комі, яке встановлювало б справедливий результат, невідоме, оскільки невідомий результат ідеальної партії. Для початку значення комі встановили опитуванням серед гравців-професіоналів. Питання ставилося так: при якій компенсації ви згодилися б грати білими? Більшість гравців вибрала компенсацію в чотири камені. Для того, щоб зробити нічию неможливим результатом, спочатку встановили комі у 4,5 каменя. Половина каменя означає, що при рівній кількості очок виграш присуджується білим.
Незабаром, погравши при значенні значенні комі у 4,5 каменя, гравці професіонали прийшли до думки, що таке комі занадто мале. На початку 1970-х років значення комі було збільшене до 5,5 каменя. В 90-х роках, зібравши статистику, підрахували, що при такому значенні комі чорні виграють 53 % партій, і комі знову збільшили — спочатку в Кореї, потім у Японії.
Тепер, у більшості турнірах, що проводяться за японськими правилами, стандартом є комі 6,5 каменя.
При грі за китайськими правилами, підрахунок ведеться дещо іншим способом, тому комі 6,5 каменя неможливе, тож використовується комі 7,5 каменя.

## Практичне застосування комі
При грі за японськими правилами, в кінці гри чорні виставляють у свою територію 6 каменів (при комі 6,5). Якщо при підрахунку території супротивників виявляться однаковими, то перемога присуджується білим.
При грі за інгівськими правилами білі висталяють чотири свої камені у територію супротивника. Після цього обидва гравці продовжують виставляти камені в свою територію із го-ке. У кого залишаться камені — той програв. Якщо обидва супротивники зуміли розмістити всі 180 своїх каменів, перемога присуджується чорним.

## Комі при форовій грі
При неоднакових силах супротивників, доволі застосовуються інші значення комі, в залежності від правил змагань. Комі, яке отримують чорні, називають оберненим комі. Наприклад, у щорічній партії між Хонімбо і любительським Хонімбо, комі змінюється, в залежності від перемоги професійного гравця, чи любителя на 2,5 каменя. Тобто, чорні отримують, наприклад, два форові камені, і білі ще зобов'зані виграти не менше ніж три очки.